# Cratere Legendre
Legendre è un cratere lunare di 78,08 km situato nella parte sud-orientale della faccia visibile della Luna.
Il cratere è dedicato al matematico francese Adrien-Marie Legendre.

## Crateri correlati
Alcuni crateri minori situati in prossimità di Legendre sono convenzionalmente identificati, sulle mappe lunari, attraverso una lettera associata al nome.
| Legendre | Coordinate            | Diametro (in km) |
| -------- | --------------------- | ---------------- |
| D        | 31°36′S 75°09′E       | 57,54            |
| E        | 33°51′36″S 78°34′12″E | 26,08            |
| F        | 33°39′36″S 76°07′12″E | 40,09            |
| G        | 32°13′48″S 73°55′12″E | 16,61            |
| H        | 32°26′24″S 78°10′12″E | 8,44             |
| J        | 30°37′48″S 74°06′00″E | 12,49            |
| K        | 29°47′24″S 72°12′36″E | 91,91            |
| L        | 28°07′12″S 73°30′00″E | 31,06            |
| M        | 28°10′12″S 71°36′36″E | 9,56             |
| N        | 27°28′12″S 70°30′00″E | 5,82             |
| P        | 27°18′36″S 69°16′48″E | 6,99             |